# さいたま市立西浦和小学校
さいたま市立西浦和小学校（さいたましりつ にしうらわしょうがっこう）は、埼玉県さいたま市南区にある公立小学校。
住所は埼玉県さいたま市南区曲本1丁目3-5
さいたま市のコミュニティースクール

## 規模
- 2014年度 - 児童数947人28学級。

## 沿革
- 1965年（昭和40年）9月 - 別所・土合小学校の児童数増加に伴い、浦和市立西浦和小学校開校[1]。
- 1972年（昭和47年）4月 - 沼影小学校が開校、児童296名を分割移籍
- 1975年（昭和50年）4月 - 田島小学校が開校、児童351名を分割移籍。
- 1976年（昭和51年）4月 - 田島小学校へ児童462名を分割移籍。
- 2001年（平成13年）5月1日 - さいたま市誕生により、さいたま市立西浦和小学校に改称。
- 2004年（平成16年）3月 - 重層体育館が竣工。

## 学区
- 田島1丁目、田島2丁目、田島3丁目、田島6丁目（2番〜最終番地）
- 曲本1丁目、曲本2丁目、曲本3丁目
- 内谷2丁目、内谷3丁目
- 四谷1丁目、四谷2丁目、四谷3丁目